# (82155) 2001 FZ173
2001 أف زد 173 (ويعرف أيضًا باسم (82155) 2001 أف زد 173 وفق تسمية الكوكب الصغير) (بالإنجليزية: 2001 FZ173)‏ هو كويكب ضمن حزام الكويكبات؛ وترتيبه 82155 من حيث الاكتشاف.
اكتُشف هذا الجُرم الفلكي بواسطة سبيس واتش في 24 مارس 2001.

## وصلات خارجية
- (82155) 2001 FZ173 في قاعدة بيانات مختبر الدفع النفاث لأجرام النظام الشمسي الصغيرة

- الاكتشاف · مخطط المدار ·  العناصر المدارية · المعلمات المادية

- (82155) 2001 FZ173 على موقع ويكي سكاي: DSS2, SDSS, GALEX, IRAS, Hydrogen α, X-Ray, Astrophoto, Sky Map, Articles and images